# Sara Nordenberg
Sara Elisabeth Nordenberg, född 30 juni 1977 i Stockholm, är en svensk sångerska, sångpedagog och låtskrivare.

## Biografi
Nordenberg är utbildad låtskrivare och artist via Stockholms musikkonservatorium och har dessförinnan bedrivit gymnasiestudier på musikprogrammet på Södra Latins gymnasium.
Tillsammans med sin dåvarande pojkvän Daniel Zangger Borch utgjorde Nordenberg musikduon Crosstalk. Duon deltog i den första deltävlingen av Melodifestivalen 2003, med bidraget "Stronger". Bidraget slutade på en sjätteplats i den deltävlingen.
Nordenberg har sjungit in det svenska ledmotivet till TV-serien Kim Possible, som i den amerikanska originalversionen framförs av Christina Millian. 
År 2005 uppträdde Nordenberg tillsammans med Lizette Pålsson och Annika Ljungberg under galashowen Alla tiders Melodifestival, som sändes på Sveriges Television.